# 丁惠康 (政治人物)
丁惠康（1868年—1910年），字叔雅，自號惺庵，清末維新四公子之一。福建巡撫丁日昌之子。

## 生平
丁惠康生於清同治七年，為福建巡撫丁日昌第三子，性喜讀書，卻不願參加科舉。遵從家人期望，成為秀才後便絕意八股，棄學赴日旅遊，接觸維新思想，同情康有為、梁啟超等變法派，與譚嗣同、陳三立、吳保初並稱維新四公子（四人均為督撫之子）。
戊戌政變後，譚嗣同被殺，丁惠康自暴自棄，放意詩酒，既沒加入革命黨，也未於清廷任官。宣統元年祖產散盡，在貧病交加中去世。